# Klaviersonate Nr. 10 (Mozart)

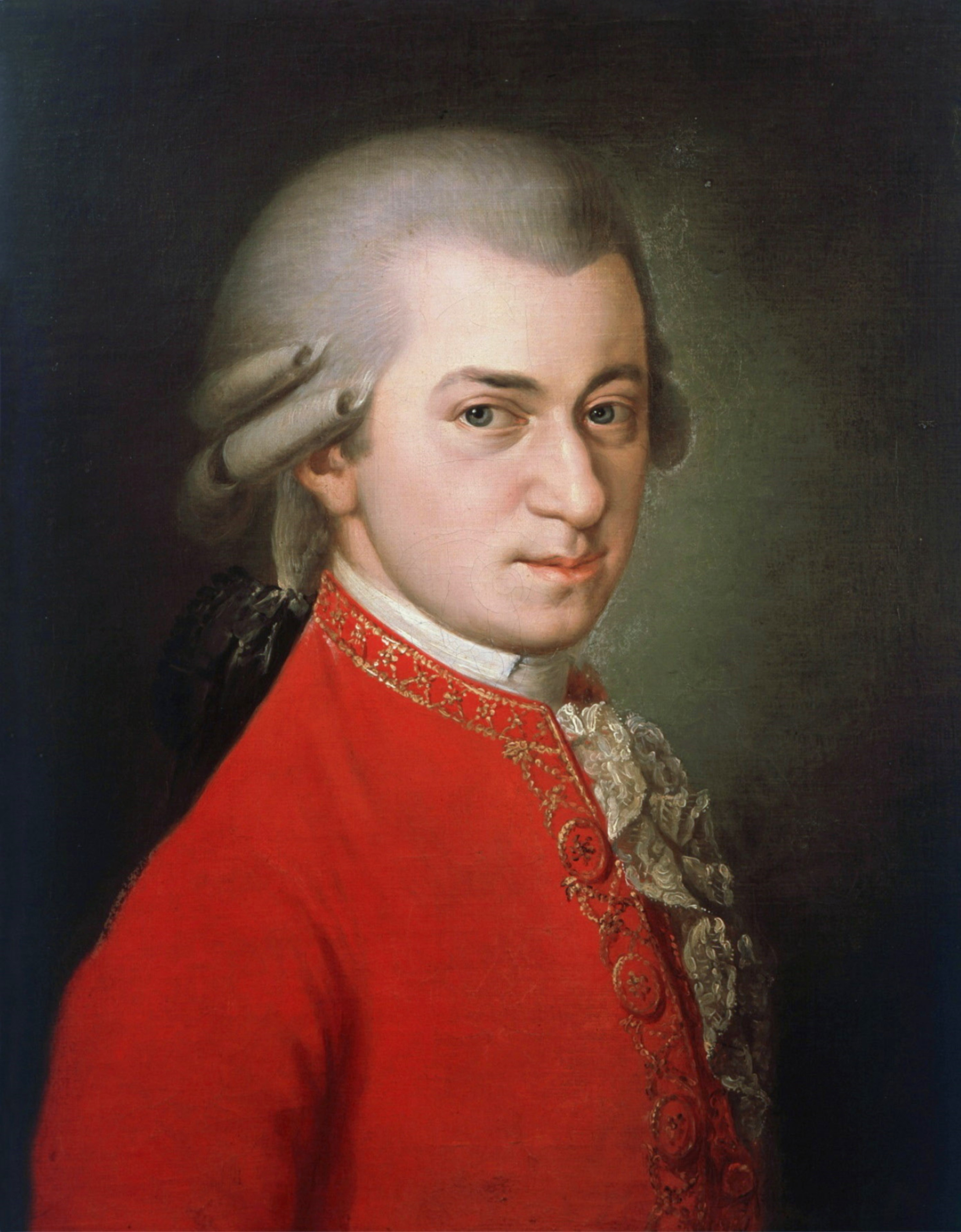
Wolfgang Amadeus Mozart (posthumes Porträt von Barbara Krafft)

Die Klaviersonate Nr. 10 in C-Dur KV 330 (300h) von Wolfgang Amadeus Mozarts ist eine von drei Arbeiten im Zyklus der Klaviersonaten KV 330–331–332. Die Sonate wurde 1783 komponiert, als Mozart 27 Jahre alt war. Mit den anderen beiden Sonaten wurde sie im Jahr 1784 im Verlag Artaria veröffentlicht. Mozarts Autograph der Sonate befindet sich in der Jagiellonischen Bibliothek, Kraków.
Die durchschnittliche Aufführungsdauer beträgt etwa 20 Minuten.

## Sätze

### 1. Satz: Allegro moderato
Im fröhlich gehaltenen Kopfsatz besteht der Vordersatz des Hauptthemas aus der Wiederholung des zweitaktigen Themenkopfes, die ersten zwei Takte des Nachsatzes aus Läufen. Abschließend wird in den letzten zwei Takten des Themas der Themenkopf variiert wiedergegeben. Die nächsten zehn Takte moduliert Mozart nach G-Dur, wo das Seitenthema in der Dominanten in Takt 19 beginnt. Hier ist es so, dass jedes zweitaktige Motiv wiederholt vorkommt. Diese weisen Ähnlichkeiten zu den jeweiligen Themenköpfen auf. Diese Motive werden bis zur Schlussgruppe noch variiert, bevor die Durchführung kommt. In der Durchführung werden die Motive verarbeitet und Mozart dringt hier bis zu Tonart g-Moll durch. Nach einem mehr als eintaktigen Übergang erscheint die Reprise. Diese ist nahezu eine exakte Kopie der Exposition. Ungewöhnlich ist, dass das Seitenthema nicht in der Tonika ist, sondern in der Dominante bleibt. Schlussgruppe(n) und die Coda erscheinen aber in der Tonika.

### 2. Satz: Andante cantabile
Der zweite Satz gilt als einer der harmonischsten Andante-Sätze und enthält das Formschema A–B–A. Die ersten beiden Teile weisen jeweils nach acht Takten ein Wiederholungszeichen auf, wohingegen Mozart beim dritten darauf verzichtet. In der zweiten Hälfte des ersten Teiles deutet Mozart den Charakters des Mittelteils an, der und mit in seiner kontrapunktisch gehaltenen Fassung eine traurige Stimmung wiedergibt.

### 3. Satz: Allegretto
Der heitere dritte Satz enthält ebenfalls die Sonatenhauptsatzform, dessen Thema wie in einem Klavierkonzert zwischen „Solo“ und „Tutti“ wechselt. Das Thema besteht aus sechs Takten mit dem Motivschema A–B–A, wodurch der Übergang zum sechstaktigen Seitenthema erst in Takt 21 auftritt. Nach Überarbeitungen schließt Mozart mit der Schlussgruppe, welche wie das Seitenthema in der Dominanten steht. Von der Struktur und der Modulation her ähnelt dieser Satz dem ersten Satz dieser Sonate in Durchführung und Reprise mit jeweiliger Schlussgruppe.